# Mid Sussex
Il Mid Sussex è un distretto del West Sussex, Inghilterra, Regno Unito, con sede a Haywards Heath.
Il distretto fu creato con il Local Government Act 1972, il 1º aprile 1974 dalla fusione dei distretti urbani di Cuckfield, Burgess Hill e East Grinstead col distretto rurale di Cuckfield nella sua maggior parte.

## Parrocchie civili
- Albourne
- Ardingly
- Ashurst Wood (2000)
- Balcombe
- Bolney
- Burgess Hill (town council)
- Cuckfield
- Cuckfield Rural
- East Grinstead
- Fulking
- Hassocks
- Haywards Heath (città)
- Horsted Keynes
- Hurstpierpoint
- Lindfield
- Lindfield Rural
- Newtimber
- Poynings
- Pyecombe
- Slaugham
- Turners Hill
- Twineham
- West Hoathly
- Worth